# Saint-Pierre-d'Arthéglise

Saint-Pierre-d'Arthéglise este o comună în departamentul Manche, Franța. În 1 ianuarie 2022 avea o populație de 169 de locuitori.